# Салказанова, Фатима Александровна
Фати́ма (Екатери́на) Алекса́ндровна Салказа́нова (осет. Салхъазанты Фатимӕ, фр. Fatima Salkazanova; (28 января 1942, Москва — 4 февраля 2015, Париж) — радиожурналист.

## Биография
Родилась в семье выходцев из Северной Осетии. В начале войны отец, Александр Алексеевич Зембатов, инженер, был призван в действующую армию, 12 июля 1942 г. попал в плен, после освобождения из немецкого концлагеря был отправлен на 10 лет в советские лагеря в районах Сыктывкара и Прокопьевска, после освобождения откуда отказался просить о реабилитации и не вернулся в Москву. Умер в Череповце в 1967 году. Мать, Тамара Михайловна Салказанова (1913—1985), врач, прошла всю войну с действующей армией, демобилизовалась в звании майора медицинской службы. Кавалер боевых орденов и медалей, инвалид войны, работала в инспекции Министерства здравоохранения СССР.
Предки Зембатовых и Салказановых происходят из Владикавказа и двух осетинских городов — Ардон и Алагир. Брат бабушки по отцовской линии — Созрыко Дзанхотович (Иосиф Захарович) Хоранов (1842—1935), генерал-лейтенант русской армии, начальник 2-й Кавказской туземной конной дивизии в Первую Мировую войну.
Семья жила в 12-метровой комнате в коммунальной квартире в Борисоглебском переулке (дом 12/19, недалеко от дома № 6, в котором в 1914—1922 гг. жила Марина Цветаева). Фатима училась в школе № 93 (ныне 1234) на Большой Молчановке в районе Арбата.
В 16 лет Фатима была исключена из школы и вместе с матерью, сестрой и бабушкой переехала в Норильск. Причиной стало сочинение, написанное ею в 8 классе о свободе слова в Советском Союзе по сравнению с текстом французской Декларации прав человека и гражданина. В Норильске работала электросварщицей на Большой обогатительной фабрике (БОФ), библиотекарем, там же окончила школу рабочей молодежи.
В 1961 году семья вернулась в Москву. В 1963 году, почти сразу же после поступления, её отчислили за инакомыслие с вечернего отделения филологического факультета МГУ, после восстановления на факультете она познакомилась со своим будущим мужем, французским студентом Марком Андре-Пиллуа, вышла за него замуж и была исключена «за аморальное поведение». Тогда же она приняла решение покинуть СССР.
Фатима Салказанова приехала во Францию в декабре 1963 года. В 1964 году родила сына. Окончила филологический факультет Сорбонны (1971), во время учёбы преподавала русский язык в парижском Институте восточных языков.
С середины 60-х годов она начала сотрудничать с находившейся тогда в Мюнхене радиостанцией Радио «Свобода», сначала внештатно, в том числе под псевдонимом Екатерина Казанская.
В 1971—1977 годах — в штате Радио «Свобода» в Мюнхене, в отделе новостей, где она была ведущей первых выпусков новостей «Свободы» в прямом эфире.
Затем, в 1977—1990 годах, она была корреспондентом «Свободы» в Париже.
В 1990—1995 годах вновь в Мюнхене, занимала посты заместителя директора и исполняющего обязанности директора Русской редакции.
По мнению коллег, репортажи Фатимы Салказановой из разных стран мира, из «горячих точек», в том числе из Афганистана, всегда отличались безупречным знанием предмета, точностью и оперативностью.
В разные годы работала на Радио «Свобода» вместе с Гайто Газдановым, Георгием Адамовичем, Лидией Червинской, Виктором Некрасовым, Александром Галичем, Анри Волохонским, Анатолием Гладилиным, Эдуардом Кузнецовым, Юлианом Паничем.
В 1995 году Ф. Салказанова покинула Радио «Свобода» в знак протеста против изменения американской политики в отношении России и введения жёсткой цензуры со стороны руководства «Свободы» и перешла в русскую редакцию Международного французского радио (Radio France internationale, RFI), где вела, в частности, авторские программы «За и против» и «Русский Париж».
За 40 лет работы в радиожурналистике Фатима Салказанова собрала обширнейший аудиоархив. Её программы, интервью, репортажи — это уникальная звуковая летопись целой эпохи, связанной, в частности, с русской культурой в изгнании. В числе её материалов — интервью с Гайто Газдановым, Ириной Одоевцевой, Виктором Некрасовым, А. Д. Сахаровым, Мстиславом Ростроповичем, Сергеем Параджановым и так далее. Некоторые из передач Фатимы Салказановой, оцифрованные Юрием Метёлкиным, можно послушать на сайтах «Старое радио» и «Свидетель».
В последние годы поддерживала активные связи с Северной Осетией. В декабре 2014 она подарила свою библиотеку, которую собирала полвека — около тысячи томов — Северо-Осетинскому государственному университету имени К. Л. Хетагурова.
Указом Главы Северной Осетии в феврале 2007 года награждена медалью «Во славу Осетии». 3 апреля 2007 года в Постоянном представительстве Республики Северная Осетия — Алания при Президенте РФ Фатиме Салказановой был вручен орден «Во имя жизни на Земле». Орден присужден благотворительным общественным движением «Добрые люди мира» — «за благородство помыслов, за беззаветное служение идеалам добра и милосердия».
Последние годы тяжело болела, перенесла несколько операций. Умерла 4 февраля 2015 года в Париже. Урна с прахом захоронена 24 февраля 2015 года на Новодевичьем кладбище в Москве, в нише, в которой были ранее захоронены урны с прахом её матери и тёти.

## Семья
- Отец — Александр Алексеевич Зембатов (1907 — 1967), инженер.
- Мать — Тамара Михайловна Салказанова (1913 — 1985), врач.
- Сын — Александр (Саша) Пиллуа (Alexandre Andrea-Pillois) (род. 1964), поэт, музыкант, певец.
- Сестра — Зарифа Александровна Зембатова (род. 1939).